# Спарти
Спарти (грч. Σπαρτοί, што у преводу значи „посејани”) су у грчкој митологији били раса ратника, рођених из земље, односно посађених змајевих зуба, светиње бога рата Ареја. Одликовали су се брзим растом, а одмах су били и наоружани и спремни за борбу.

## Митологија
У митологији се помињу у две различите приче.
Прве зубе је посејао херој Кадмо у Теби. То су били зуби змаја са извора Исмене. Када су изникли из земље, Кадмо је бацио камен међу њих и они су око њега отпочели борбу. Само их је пет преживело; Ехион, Удај, Хтоније, Хиперенор и Пелор. Они су се придружили Кадму у оснивању града Тебе. Потомци Спарта су носили белег и владали Тебом. Половину змајевих зуба су Атена и Ареј подарили колхидском краљу Ејету.
Друге зубе је посејао Јасон на пољу у Колхиди крај Црног мора, а по захтеву краља Ејета, који је морао да испуни да би добио златно руно. И он се изборио са Спартима на исти начин као и Кадмо.

## Историја
За тебанског командира Епаминонду, који је у историјско време осујетио инвазију спартанске армије у Леуктри, а неколико година касније умро од рана у Мантинеји (362. п. н. е.), чије су иновативне стратегије уништиле милитарну супериорност Спарте, веровало се да припада раси Спарта, што је и било приказано на његовом гробу. Према причама, тамо је стајао стуб и на њему штит са рељефом у облику змаја, што је представљало амблем Спарта.